# Markovac (Velika Plana)
Markovac ist ein Dorf in der Opština Velika Plana im Verwaltungsbezirk Podunavlje in Serbien. Laut Volkszählung von 2011 hatte Markovac 2915 Einwohner.
Markovac liegt an der E 75.